# San Isidro (Alajuela)
San Isidro – dystrykt w Kostaryce, w kantonie Alajuela, w prowincji Alajuela.

## Geografia
San Isidro ma powierzchnię 36,09 kilometrów kwadratowych i leży na wysokości 1357 m n.p.m.

## Demografia
Według zliczenia ludności w 2011 roku w dystrykcie San Isidro mieszkało 17 294 mieszkańców.

## Transport

### Transport drogowy
Przez dystrykt San Isidro biegną następujące drogi krajowe:
- Droga krajowa nr 126
- Droga krajowa nr 130
- Droga krajowa nr 712
- Droga krajowa nr 718
- Droga krajowa nr 719
- Droga krajowa nr 727